# Comité pour la prévention et la protection au travail
En Belgique, un Comité de Prévention et de Protection au Travail (CPPT) est un organisme qui doit être institué dans toutes les entreprises qui occupent habituellement en moyenne au moins 50 travailleurs. Il a essentiellement pour mission de rechercher et de proposer tous les moyens et de contribuer activement à tout ce qui est entrepris pour favoriser le bien-être des travailleurs lors de l'exécution de leur travail. 
À ce titre, le comité émet des avis et formule des propositions sur la politique du bien-être des travailleurs lors de l'exécution de leur travail, sur le plan global de prévention et le plan annuel d'actions établis par l'employeur, leurs modifications, leur exécution et leurs résultats. Il doit se réunir au moins une fois par mois au siège de l'entreprise.
Les membres du comité sont élus lors des élections sociales.

## Source
- Les comités pour la prévention et la protection au travail sur le site du Service public fédéral Emploi, Travail et Concertation sociale